# 광주광역시교육연수원
광주광역시교육청교육연수원(光州廣域市敎育敎育廳硏修院)은 지방교육자치에 관한 법률 제32조에 따라 교육을 통한 광주광역시 교육·학예에 관한 기관에 근무하는 직원의 국가관과 교직관을 확립하고 맡은 바 직무를 효율적으로 수행할 수 있는 능력을 배양하며, 광주광역시민의 평생교육진흥의 일환으로 평생교육을 실시하기 위하여 광주광역시교육청 산하에 설치된 소속기관이다.